# Cardepia mauretanica
Cardepia mauretanica är en fjärilsart som beskrevs av Rothschild 1920. Cardepia mauretanica ingår i släktet Cardepia och familjen nattflyn. Inga underarter finns listade i Catalogue of Life.